# Secretary of State (Kungariket England)
I kungariket England kom titeln Secretary of State i kontinuerligt bruk under drottning Elisabet I. Innan dess hade motsvarande titlar King's Clerk, King's Secretary, eller Principal Secretary varit vanligare förekommande.
Alltsedan Henrik VIII:s regeringstid hade det alltid funnits två sekreterare som fyllde denna funktion. Efter att man återupprättat klosterväsendet 1660 delade man upp ansvarsområdena i tydliga delar: Secretary of State for the Northern Department och Secretary of State for the Southern Department. Båda hade ansvar för inrikesfrågor, och delade utrikesfrågor mellan sig.

## Historia
De engelska monarkerna hade en präst som tjänstgjorde som skrivare, ordet "clerk" (sekreterare) härstammar från ordet "clerical"(av prästståndet). Ordet clerk som ämbetsbeskrivning byttes ut mot secretary under sen medeltid. Den främsta plikten för den som innehade detta ämbete var att sköta monarkens officiella korrespondens, men denne ämbetsman kom också i allt högre grad att fungera som rådgivare åt regenten. Fram till Henrik VIII:s trontillträde hade det vanligtvis bara funnits en sådan sekreterare, men under sin regeringstid lät Henrik tillsätta en andra Secretary. Den officiella titeln secretary of state etablerades dock först under Elisabet I, Henriks dotter.
Efter att klosterväsendet återupprättades 1660 kom de två ämbetena att delas upp och de nya titlarna blev Secretary of State for the Northern Department och Secretary of State for the Southern Department. Båda dessa Sekreterare hade ansvar för inrikesfrågor och de delade även på utrikesfrågorna. En hade huvudsakligen ansvar för norra Europa och de protestantiska staterna, den andra hade ansvaret för södra Europa. Efter den ärorika revolutionen 1688 tog parlamentskabinettet över de arbetsuppgifter som tidigare handlagts av monarkens Privy Council, och de två Sekreterarna fick därmed ännu mer makt, men nu som ministrar och chefer för varsitt departement.

## Ämbetsinnehavare
Bland de personer som innehaft ämbetet secretary of state märks till exempel:
- Richard Fox (1485-1487)
- William Knight (1526-1528)
- Stephen Gardiner (1528-1531)
- Thomas Cromwell (1533-1536)
- Thomas Wriothesley (1536 - januari 1544)

Wriothesley var den förste som delade ämbetet med en kollega.
- sir William Cecil (5 september 1550 - juli 1553)
- sir Francis Walsingham (december 1573 - april 1590)
- William Davison (september 1586 - februari 1587)
- sir Robert Cecil (5 juli 1590 - 24 maj 1612)
- John Herbert (10 maj 1600 - 9 juli 1617)
- George Calvert, 1:e baron Baltimore (16 februari 1619 - januari 1625)